# Сальдомбиде, Сойло
Со́йло Сальдомби́де (исп. Zoilo Lucas Saldombide; 26 октября 1903, Санта-Лусия, департамент Канелонес — 4 декабря 1981) — уругвайский футболист, нападающий.

## Биография
Сойло Сальдомбиде родился в городе Санта-Лусии департамента Канелонес. Начинал заниматься футболом в местной команде «Синасина», которая в настоящий момент называется «Уондерерс» (Санта-Лусия).
В 1918 году Сальдомбиде уехал в Монтевидео, где стал играть сначала в молодёжных командах, а затем за основу «Уондерерс». В 1923 году со своей командой завоевал титул чемпиона Уругвая под эгидой Федерации футбола Уругвая. Будучи игроком этого клуба он вызвался в сборную Уругвая, с которой выиграл Олимпийские игры 1924 года, два чемпионата Южной Америки — 1924 и 1926 годов, а в 1930 году стал победителем первого в истории Кубка мира, организованного ФИФА.
В 1927, а также с 1931 по 1934 год выступал за столичный «Насьональ», в составе которого дважды становился чемпионом Уругвая. В этой команде он выступал вместе со своим братом Аурелио.
В 2011 году в честь Сойло Сальдомбиде в административном центре департамента Канелонес была названа улица, примыкающая к главному стадиону города Мартинес Монегаль.

## Достижения
- Чемпион Уругвая (3): 1923 (ФУФ), 1933, 1934
- Чемпион мира: 1930
- Олимпийский чемпион: 1924[3]
- Чемпион Южной Америки (2): 1924, 1926